# 増田暢也
増田 暢也（ますだ のぶや、1947年10月30日 - ）は、日本の検察官、法務官僚、弁護士。法務省入国管理局長や、最高検察庁公判部長、横浜地方検察庁検事正、仙台高等検察庁検事長等を歴任した。

## 来歴・人物
神奈川県横浜市出身。1971年中央大学法学部卒業。1974年東京地方検察庁検事。法務省入国管理局長、最高検察庁公判部長、千葉地方検察庁検事正を経て、2008年横浜地方検察庁検事正。2009年仙台高等検察庁検事長。2010年に退官し、東京弁護士会弁護士登録、外立総合法律事務所入所、中央更生保護審査会委員（常勤）。2018年春の叙勲で瑞宝重光章受章。同年増田法律事務所代表。2022年月島機械取締役。2023年月島ホールディングス取締役。